# Ischnopteris ockendeni
Ischnopteris ockendeni là một loài bướm đêm trong họ Geometridae.